# Споменици културе у општини Петровац на Млави
Следи списак споменика културе у општини Петровац на Млави:
| ИД      | Слика                                                                 | Назив                                                                 | Адреса               | Координате                                     | Место               | Градска општина | Општина           | Надлежни завод |
| ------- | --------------------------------------------------------------------- | --------------------------------------------------------------------- | -------------------- | ---------------------------------------------- | ------------------- | --------------- | ----------------- | -------------- |
| СК 542  | Остаци манастира Митрополија и Благовештење                           | Остаци манастира Митрополија и Благовештење                           |                      | 44.272277°N 21.536774°E / 44.272277, 21.536774 | Ждрело (Петровац)   |                 | Петровац на Млави | СМЕДЕРЕВО      |
| СК 548  | Манастир Витовница                                                    | Манастир Витовница                                                    |                      | 44.378629°N 21.5437°E / 44.378629, 21.5437     | Витовница           |                 | Петровац на Млави | СМЕДЕРЕВО      |
| СК 570  | Ваљавица у Бистрици                                                   | Ваљавица у Бистрици                                                   | извор Бистричке реке | 44.328476°N 21.549928°E / 44.328476, 21.549928 | Бистрица (Петровац) |                 | Петровац на Млави | СМЕДЕРЕВО      |
| СК 571  | Собрашица у Ћовдину                                                   | Собрашица у Ћовдину                                                   |                      |                                                | Ћовдин              |                 | Петровац на Млави | СМЕДЕРЕВО      |
| СК 616  | Црква Светог Вазнесења у Петровцу на Млави                            | Црква Светог Вазнесења у Петровцу на Млави                            |                      | 44.378303°N 21.416922°E / 44.378303, 21.416922 | Петровац на Млави   |                 | Петровац на Млави | СМЕДЕРЕВО      |
| СК 617  | Комплекс зграда: суд, скупштина општине и пошта у Петровцу на Млави   | Комплекс зграда: суд, скупштина општине и пошта у Петровцу на Млави   |                      | 44.380695°N 21.414787°E / 44.380695, 21.414787 | Петровац на Млави   |                 | Петровац на Млави | СМЕДЕРЕВО      |
| СК 705  | Црква Светог арханђела Михаила, стара школа и старо гробље у Шетоњaма | Црква Светог арханђела Михаила, стара школа и старо гробље у Шетоњaма |                      | 44.281964°N 21.466189°E / 44.281964, 21.466189 | Шетоње              |                 | Петровац на Млави | СМЕДЕРЕВО      |
| СК 708  | Зграда старе механе породице Животић у Орљеву                         | Зграда старе механе породице Животић у Орљеву                         |                      | 44.443555°N 21.309307°E / 44.443555, 21.309307 | Орљево              |                 | Петровац на Млави | СМЕДЕРЕВО      |
| СК 713  | Кућа Љубише Јанковића у Лесковцу (Петровац)                           | Кућа Љубише Јанковића у Лесковцу (Петровац)                           |                      | 44.360341°N 21.436996°E / 44.360341, 21.436996 | Лесковац (Петровац) |                 | Петровац на Млави | СМЕДЕРЕВО      |
| СК 818  | Црква Светих Петра и Павла у Рановцу                                  | Црква Светих Петра и Павла у Рановцу                                  |                      | 44.43905°N 21.480414°E / 44.43905, 21.480414   | Рановац             |                 | Петровац на Млави | СМЕДЕРЕВО      |
| СК 827  | Воденица Добрила Ивковића у Малом Лаолу                               | Воденица Добрила Ивковића у Малом Лаолу                               |                      | 44.323909°N 21.461982°E / 44.323909, 21.461982 | Мало Лаоле          |                 | Петровац на Млави | СМЕДЕРЕВО      |
| СК 828  | Воденица Ђорђа Трифуновића у Мелници                                  | Воденица Ђорђа Трифуновића у Мелници                                  |                      | 44.393055°N 21.531161°E / 44.393055, 21.531161 | Мелница             |                 | Петровац на Млави | СМЕДЕРЕВО      |
| СК 832  | Камени мост на Буровачкој реци                                        | Камени мост на Буровачкој реци                                        |                      | 44.273138°N 21.356085°E / 44.273138, 21.356085 | Буровац             |                 | Петровац на Млави | СМЕДЕРЕВО      |
| СК 1712 | Стара механа Тасића у Петровцу на Млави                               | Стара механа Тасића у Петровцу на Млави                               |                      | 44.377981°N 21.419857°E / 44.377981, 21.419857 | Петровац на Млави   |                 | Петровац на Млави | СМЕДЕРЕВО      |
| СК 1716 | Кућа Јована Рајића у Малом Лаолу                                      | Кућа Јована Рајића у Малом Лаолу                                      |                      | 44.320716°N 21.465905°E / 44.320716, 21.465905 | Мало Лаоле          |                 | Петровац на Млави | СМЕДЕРЕВО      |
| СК ?    | Пошаљи фотографију                                                    | Четири иконе на иконостасу цркве у Орешковици                         |                      | 44.377981°N 21.419857°E / 44.377981, 21.419857 | Орешковица          |                 | Петровац на Млави | СМЕДЕРЕВО      |